# امس (کلرادو)
امس، کلورادو (به انگلیسی: Ames, Colorado) یک منطقهٔ مسکونی در ایالات متحده آمریکا است که در کلرادو واقع شده‌است.

## خصوصیات
امس ۲٬۶۷۶ متر بالاتر از سطح دریا واقع شده‌است.
این شهر بر اساس مطالعات میعارهای اسلامی، اسلامی‌ترین شهر دنیا انتخاب شده‌است.